# Tredje dagen
Tredje dagen är den svenska vissångerskan Turids tredje studioalbum, utgivet på Silence Records (SRS 4628) 1975. Albumet gavs ursprungligen ut på LP och har endast återutgivits på CD i Japan 2019.
Albumet innehåller elva låtar, de flesta inte skrivna av Turid själv. Den kanske mest kända låten från skivan, "Om snällhet", är skriven av Lena Ekman. Textmässigt berör låtarna ämnen som kärlek och relationer, men också politiska ämnen som att ta avstånd från konsumtionshysterin och USA-imperialismen. Musikaliskt spänner skivan över flera genrer, alltifrån rock som i låtarna "Du krökar dig väl yr?" till att sjunga acapella i "Danse, ikke gråt". På två låtar medverkar även en balalajka-orkester.
Albumet är inspelat i Decibel studio, Stockholm mellan december 1974 och januari 1975. En varierande uppsättning studiomusiker medverkade på skivan, däribland Torbjörn Abelli, Kenny Håkansson, Anita Livstrand och Leif Nylén. Med albumet följde ackordanalyser för varje låt samt ett texthäfte med kommentarer.
Tredje dagen är en av titlarna i boken Tusen svenska klassiker (2009).

## Låtlista
Samtliga låtar skrivna av Turid Lundqvist, om annat inte anges.
Sida A
1. "Om snällhet" – 2:28 (Lena Ekman)
2. "Du krökar dig väl yr? – 2:20 (Ulf Ragnarsson)
3. "Klagovisa" – 0:38
4. "Å kommer han.. (kärlekssorg)" – 2:40 (text: Fritz Gustaf, musik: Nils Björklund)
5. "Personligt brev" – 6:16
6. "Fattas bara" – 3:01 (musik: Isabell Parra, text: Turid Lundqvist)
7. ""Vakna, mitt barn" – 2:41 (musik: Gunnar Edander, text: Sven Wernström)

Sida B
1. "Stjärnor och änglar" – 6:54
2. "Visa om imperialismens taktik" – 5:41 (musik: Kaj Chydenius, text: Agneta Pleijel)
3. "Danse, ikke gråte" – 1:22 (Lillebjørn Nilsen)
4. "På tredje dagen uppståndna" – 6:09

## Medverkande
"Om snällhet"
- Janne Hansen – kontrabas, balalajka
- Arne Hultman – balalajka
- Johnny Lundberg – balalajka, domra
- Turid Lundqvist – sång, gitarr, cittra
- Kalle Sjöström – balalajka
- Sussie Wigelius – balalajka, domra

"Du krökar dig väl yr?
- Torbjörn Abelli – elbas
- Eva Holma – piano
- Mikael Katzeff – saxofon
- Elektriska linden – ensemble
- Turid Lundqvist – sång, elgitarr
- Leif Nylén – trummor
- Ulf Ragnarsson – elgitarr

"Klagovisa"
- Turid Lundqvist – sång

"Å kommer han.. (kärlekssorg)"
- Turid Lundqvist – sång
- Päs Näsbom – arrangemang, fiol

"Personligt brev"
- Tommy Johnsson – kontrabas
- Pelle Lindström – munspel
- Turid Lundqvist – sång, gitarr
- Janne Tolf – elgitarr
- Claes Wang – trummor
- Björn Wolf – elpiano

"Fattas bara"
- Mats Glenngård – fiol
- Jan Hammarlund – charango
- Tommy Johnsson – kontrabas
- Anita Livstrand – maracas
- Turid Lundqvist – sång, gitarr
- Janne Tolf – gitarr
- Claes Wang – gurka

"Vakna, mitt barn"
- Kenny Håkansson – elgitarr
- Tommy Johnsson – kontrabas
- Turid Lundqvist – sång, gitarr, glockenspiel

"Stjärnor och änglar"
- Ulf Adåker – trumpet
- Lena Ekman – kör
- Mats Glenngård – kör
- Jan Hammarlund – kör
- Kenny Håkansson – elgitarr
- Tommy Johnsson – kontrabas
- Anita Livstrand – kör
- Turid Lundqvist – sång, gitarr, cittra, kör
- Tomas Netzler – kör
- Emma Rothfjäll – kör
- Claes Wang – trummor

"Visa om imperialismens taktik"
- Tommy Johnsson – kontrabas
- Turid Lundqvist – sång, gitarr
- Janne Tolf – gitarr
- Claes Wang – trummor
- Björn Wolf – piano

"Danse, ikke gråte"
- Carin Kjellman – arrangemang
- Turid Lundqvist – sång

"På tredje dagen uppståndna"
- Bengt Berger – tabla
- Janne Hansen – balalajka
- Kenny Håkansson – elgitarr
- Arne Hultman – balalajka
- Tommy Johnsson – kontrabas
- Johnny Lundberg – balalajka
- Turid Lundqvist – sång, gitarr
- Kalle Sjöström – balalajka
- Sussie Wigelius – balalajka
- Björn Wolf – elpiano

### Fotnoter
1. 1 2 3 4 5  ”Turid Lundqvist”. Svensk mediedatabas. http://smdb.kb.se/catalog/search?q=turid+lundqvist&sort=OLDEST. Läst 26 januari 2013.
2. ↑  ”Turid – Tredje Dagen” (på engelska). Discogs. https://www.discogs.com/release/14515607-Turid-Tredje-Dagen. Läst 2 april 2024.
3. 1 2  Gradvall et al (2009), #440